# Канал Днепр — Ингулец
Канал Днепр — Ингулец — находится в Кировоградской (Александрийский район) и Днепропетровской областях.

## Характеристика
Введён в строй в 1988 году, является основным звеном в системе каналов Днепр — Ингулец.
Главное назначение — обеспечение водой сельхозугодий Кировоградской и Днепропетровской областей, Криворожского горнорудного промышленного комплекса, а также обводнение реки Ингулец с целью её оздоровления. Обеспечивают выполнение этого задания две насосные станции: главного и вторичного подъёма.
На участке, который транспортирует воду через водораздел, построено два тоннеля диаметром 5 м, на протяжении 5,8 км при ширине дна 8 м и глубине 3 м.
Объём подачи воды каналом 1003 млн м³/год.

### Трасса канала
Своё начало канал берет с Кременчугского водохранилища на Днепре.
Главная насосная станция поднимает воду на 45 м до водовыпускного сооружения. Дальше она самотёком течёт открытым трапециевидным искусственным руслом, через первый тоннель, транзитное водохранилище, второй тоннель, и снова руслом до насосной станции второго подъёма.
Поднявшись на 10,5 м, вода снова самотёком течёт по руслу через семь перепадов, а оттуда руслом в Войновское водохранилище возле Александрии.
Дальше по руслу Ингульца через Искровское водохранилище её путь лежит в Карачуновское водохранилище у Кривого Рога. Общая длина трассы составляет 150,5 км.